# Longue droite
La longue droite est un espace topologique analogue à la droite réelle, « en beaucoup plus long ».

## Définition
En tant qu'ensemble ordonné, la longue droite, L, est le produit lexicographique du premier ordinal non dénombrable ω₁ par l'ensemble des réels positifs ou nuls.
En tant qu'espace topologique, c'est cet ensemble (totalement) ordonné muni de la topologie de l'ordre (les intervalles ouverts forment une base de la topologie). Cet espace topologique est une variété topologique à bord non séparable. Mieux, on peut la munir d'une structure de variété différentiable lisse (i.e. de classe {\displaystyle C^{\infty }}), et même analytique réelle (ω).
Des variantes de la définition consistent à retirer l'origine, ou à prolonger la droite indéfiniment vers la gauche de la même façon que vers la droite. Le terme de « longue droite » peut, selon les auteurs, désigner un quelconque de ces trois espaces. Nous adoptons ici la convention qu'il y a un bord à gauche.

## Propriétés
- Pour tout x dans L, l'intervalle fermé [0, x] est homéomorphe à l'intervalle réel [0, 1].
- De même que ω₁, L est non compact mais ω-borné (en) (c'est-à-dire que toute partie dénombrable de L est relativement compacte). Il s'ensuit que :
  - toute fonction continue de ℝ (ou n'importe quel espace séparable) vers L est bornée ;
  - L est séquentiellement compact (puisqu'il est de plus à bases dénombrables de voisinages) donc dénombrablement compact donc pseudo-compact (en) (c'est-à-dire que toute fonction continue de L vers ℝ est bornée).
  - L n'est pas métacompacte[1] et donc pas paracompacte.
- Toute fonction continue de L vers ℝ (ou vers n'importe quel espace de Lindelöf séparé à bases dénombrables de voisinages) est même constante à partir d'un certain point (la démonstration est identique à celle de la propriété analogue pour ω₁)[2]. Par conséquent, le compactifié d'Alexandroff de L (qui s'obtient en rajoutant un seul point à L, à l'infini à droite) est aussi son compactifié de Stone-Čech. Ce compactifié est connexe mais (contrairement à L) non connexe par arcs.
- Puisque L est dénombrablement compact mais non compact, il n'est ni métrisable, ni de Lindelöf.
- Toute application continue injective (donc strictement croissante) de L dans L est non bornée. De plus, une telle application a des points fixes arbitrairement grands (donc une infinité non dénombrable de points fixes).
- De même que ω₁, la longue droite est un exemple d'espace monotonement normal (comme toute topologie d'un ordre total) mais non paracompact.